# Andrew Irvine (bergbeklimmer)
Andrew Comyn Irvine (Birkenhead, 8 april 1902 – Mount Everest, 8 of 9 juni 1924 ) was een Brits bergbeklimmer die samen met George Mallory stierf in een poging de top van de Mount Everest te bereiken.
De atletische “Sandy” studeerde techniek aan het Merton College te Oxford, roeide in de Boat Races van 1922 en 1923, ging op expeditie naar Spitsbergen en leerde skiën.
Op Spitsbergen trok hij de aandacht van de geoloog Noel Odell die hem voordroeg voor het beklimmen van de Everest. Dat een tocht naar de top van Everest niet ongevaarlijk is bleek in 1922 toen de Britten dit voor de eerste keer probeerden. Zeven dragers vonden de dood, bedolven door een sneeuwlawine. Nieuwkomers Noel Odell en Andrew Irvine traden in 1924 toe tot de groep die het zou wagen de Everest nogmaals via de noordzijde te benaderen. Op 4 juni 1924 mislukte een poging van Norton en Somervell om zonder zuurstofapparatuur boven te komen; zij faalden slechts 275 meter van hun doel. De klimleider George Mallory en Sandy Irvine zouden het op 8 juni nogmaals proberen en de mannen vertrokken met de door Irvine verbeterde zuurstofapparaten. Odell ontwaarde de klimmers nog op grote hoogte en dat was de laatste keer dat zij levend werden gezien. In 1999 werd Mallorys lijk 693 meter onder de top gevonden. Van Andrew is in 1933 slechts de ijsbijl en begin oktober 2024 een voet teruggevonden, op de rongbuk gletsjer op 468 meter van de top. Er is veel gespeculeerd of de mannen de hoogste plek hebben bereikt en of dat zij pas bij de daling de dood vonden maar dit laatste is nooit aangetoond. Op het lichaam van Mallory echter is niet de foto van zijn vrouw gevonden die hij op de top wilde achterlaten. Dit kan er op wijzen dat hij de top bereikt heeft. In de speurtocht naar bewijs dat Irvine en Mallory in 1924 de top van de Everest hebben bereikt zochten sommigen tevergeefs naar de verdwenen filmrolletjes van Mallory en Irvine.

## Film
De The Epic of Everest (1924) is het filmverslag van de Everst expeditie uit 1924, gefilmd door John Noel.